# Georgia Lock
Georgia Lock (Inglaterra, Reino Unido; 25 de octubre de 1996) es una actriz y presentadora británica, conocida por su papel de Sadie Jenkins en la serie infantil nominada a los Premios BAFTA Sadie J, y por ser presentadora del programa Friday Download.

## Carrera
En 2011, Lock fue elegida para el papel principal de Sadie Jenkins en la serie de comedia infantil Sadie J, que hasta el momento cuenta con tres temporadas de 13 episodios. La serie describe la vida de la adolescente Sadie J como "la única chica en un mundo de chicos" al estar rodeada por su papá Steve, su aprendiz Keith, su hermano Danny, su mejor amigo Jake y su perro Roger. Desde 2011 a 2013, Lock copresentó el programa de CBBC Friday Download junto a los actores Tyger Drew-Honey, Ceallach Spellman, Richard Wisker, Dionne Bromfield y Aidan Davis. Lock apareció en todos los episodios de la segunda temporada, sin embargo, al estar ocupada filmando Sadie J solo pudo aparecer en 9 de los 13 episodios programados de la primera temporada. 
Además de su papel como personaje principal en Sadie J, Lock grabó el tema de apertura, In A Boy's World. El tema musical fue lanzado oficialmente como una canción de Demon Records, en asociación con la BBC. En 2013, dejó Friday Download después de cuatro temporadas y fue reemplazada por la presentadora, Shannon Flynn.
En 2014, Lock fue elegida para aparecer en la serie de Disney, Evermoor.

## Filmografía
| Año       | Título                | Papel                | Notas           |
| --------- | --------------------- | -------------------- | --------------- |
| 2011-2012 | Sadie J               | Sadie "Sass" Jenkins | Papel principal |
| 2011-2012 | Friday Download       | Ella misma           | Presentadora    |
| 2014      | Evermoor              | Bella                | Papel principal |
| 2024      | Strictly Confidential | Mia                  |                 |